# Hespe

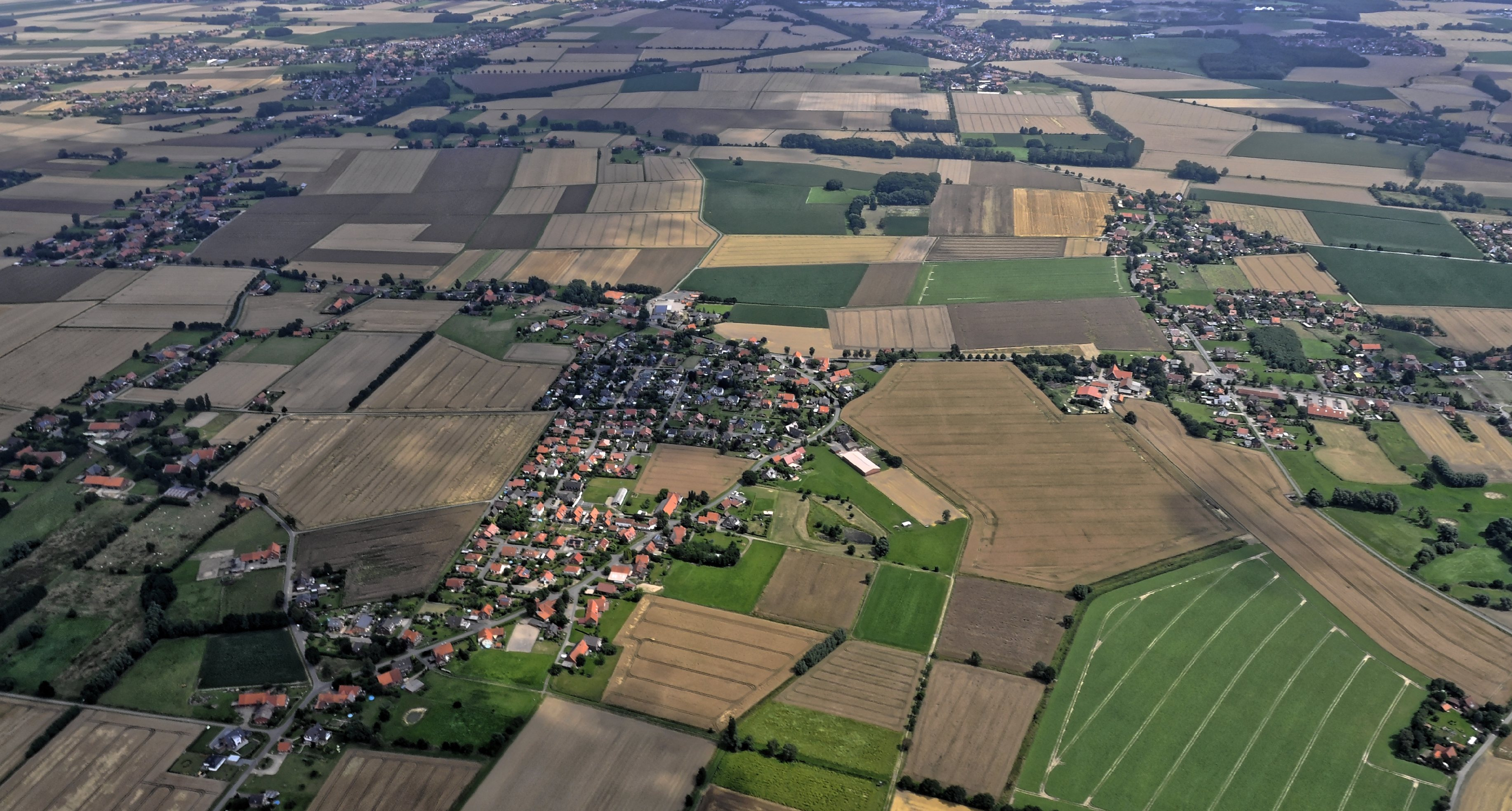
Hespe von oben

Hespe ist eine Gemeinde im Landkreis Schaumburg in Niedersachsen und ein Teil der Samtgemeinde Nienstädt.

## Geografie

### Lage
Die Kommune liegt in der Nähe der Grenze zu Nordrhein-Westfalen westlich des Schaumburger Waldes direkt am Mittellandkanal. Durch das Gemeindegebiet fließt die Riehe.

### Nachbargemeinden
Nachbargemeinden sind im Uhrzeigersinn die Gemeinde Meerbeck, die Stadt Stadthagen, die Gemeinden Helpsen und Seggebruch sowie die Stadt Bückeburg.

### Ortsteile
Ortsteile der Gemeinde sind Hespe, Hiddensen, Levesen und Stemmen. Auf dem Gemeindegebiet liegt noch die Wüstung Etze.

## Geschichte
Der Ortsteil Hiddensen wurde erstmals urkundlich 1223 als Hiddenhusen erwähnt, Levesen dann im Jahre 1260 als Lezeshusen. Hespe ist im 16. Jahrhundert als Nebendorf von Hiddensen entstanden.
Am 1. März 1974 wurde die Gemeinde Hespe durch den Zusammenschluss der Gemeinden Hespe-Hiddensen, Levesen und Stemmen neu gebildet.

## Religion
Alle Ortsteile wurden 1913/1914 der neu entstandenen evangelisch-lutherischen Kirchengemeinde Seggebruch zugeordnet. Die Orte Levesen und Stemmen gehörten bis dahin zur Stiftskirchengemeinde Obernkirchen. Hespe und Hiddensen gehörten zum Kirchspiel Meerbeck.

## Politik

### Gemeinderat
Der Rat der Gemeinde besteht aus 13 Ratsfrauen und Ratsherren. Die Ratsmitglieder werden durch eine Kommunalwahl für jeweils fünf Jahre gewählt.
Bei der letzten Kommunalwahl 2021 ergab sich folgende Sitzverteilung:
| Gemeinderat 2021Insgesamt 13 Sitze - SPD: 7 - Grüne: 3 - WGSN: 1 - CDU: 2 | Gemeinderatswahl 2021Wahlbeteiligung: 63 % 6050403020100 56,4 %19,2 %18,6 %5,9 % SPDGrüneCDUWGSNdAnmerkungen:d Wgem. Samtgemeinde Nienstädt f. Hespe |

Vorherige Sitzverteilungen:
| Wahljahr | SPD | Grüne | CDU | WGSN | Gesamt   |
| -------- | --- | ----- | --- | ---- | -------- |
| 2016     | 7   | 3     | 2   | 1    | 13 Sitze |

### Bürgermeister/Verwaltung
Werner Vehling (SPD) übte 42 Jahre lang das Amt des Bürgermeisters aus. Seine Nachfolge trat 2016 Uwe Grone an. Gemeinsam mit Gemeindedirektorin Kerstin Hamelberg verantwortet er die Gemeinde Hespe. Die Gemeindeverwaltung befindet sich im Ortsteil Hespe, Dorfstrasse 25.

## Kultur und Sehenswürdigkeiten

### Sport
- Turn- und Sportverein Hespen e. V.

## Wirtschaft und Infrastruktur

### Bildung
Für die vorschulische Erziehung ist ein Kindergarten vorhanden. Die Grundschule wird von der Samtgemeinde betrieben. Weiterführende Schulen befinden sich in Helpsen, Obernkirchen, Stadthagen und Bückeburg.

### Verkehr
Über die westlich gelegene Bundesstraße 65 sind die Anschlussstellen Bad Nenndorf und Bad Eilsen der BAB 2 zu erreichen. Der nächstgelegene Bahnhof befindet sich in Kirchhorsten, einem Ortsteil der Nachbargemeinde Helpsen. Der ÖPNV wird durch das Busunternehmen Rottmann & Spannuth aus Bückeburg mit der Linie RSO 24/28 sichergestellt.

## Persönlichkeiten
- Friedrich Krömer (1857–1938), Reichstags- und Landtagsabgeordneter aus Levesen
- Wilhelm Ernst Friedrich Schmidt (1872–1944), Landwirt und Politiker
- Werner Vehling (1941–2024), Bürgermeister der Gemeinde, Landrat des Landkreises Schaumburg